# Vetta d'Italia
La Vetta d'Italia (Klockerkarkopf o anche Glockenkarkopf in tedesco; 2912 m), è una montagna delle Alpi Orientali situata al confine tra Austria e Italia.
È stata tradizionalmente considerata il punto più a nord d'Italia, sebbene tale primato spetti in realtà alla cima della Testa Gemella Occidentale, situata circa 400 metri più a est e 100 metri più a nord.

## Posizione
Il crinale montuoso su cui si trova la Vetta d'Italia, conformato a ferro di cavallo, abbraccia la valle dell'Aurino (intorno al territorio del comune di Predoi), separando l'Alto Adige dal Salisburghese. La valle Aurina è collegata all'Austria dalla Forcella del Picco.
La Vetta è una cima poco appariscente del crinale, poco distante dalla più alta Cima del Prete (Pfaffenschneidkopf) (2918 m). Ha un isolamento topografico di circa 300 metri e una prominenza topografica di neanche 40 metri.
Situata a nord del 47º parallelo, la zona supera per latitudine media anche la Svizzera. In realtà il punto più settentrionale dell'Italia non è comunque la Vetta d'Italia, ma la montagna situata a nord-est da essa sul crinale orientale del massiccio, la Testa Gemella Occidentale (Zwillingsköpfe, 2841 m) e distante alcune centinaia di metri.
Non lontano dalla vetta lungo il crinale italiano si trova il rifugio Vetta d'Italia (Krimmler-Tauern-Hütte o Neugersdorfer Hütte - 2 567 m). Quest'ultimo, assegnato alla Guardia di Finanza dal 1949, è passato in proprietà della provincia autonoma di Bolzano con la Guardia di Finanza abilitata al suo uso fino al 2022.

## Toponimo
L'antico nome della montagna è attestato dalla fine dell'Ottocento come Glockenkaarkofl e si riconduce al nome della malga "Klocker" (spesso trascritto quale "Glocker") che a sua volta deriva dal verbo tedesco klocken, ovvero "picchiare in miniera" (attività attestata dal XV secolo in quella zona). In dialetto sudtirolese la montagna è chiamata Klöckenkorköpf o scherzosamente Wätta ("Vetta").
"Vetta d'Italia" fu il nome creato da Ettore Tolomei nel 1904 per designare il punto più settentrionale dell'Italia geografica e comparve sulle cartine e su alcuni bollettini alpinistici europei sin dai primi anni del Novecento.

## Storia e rivendicazioni

1918: prima guerra mondiale. Sulla cima, raggiunta dalle truppe italiane, è issato il tricolore

La prima ascensione documentata fu fatta della guida alpina di Krimml Franz Hofer e da Fritz Koegel (primo direttore del Nietzsche-Archiv di Naumburg, poi spostato a Weimar) il 10 luglio 1895, quando essa si trovava ancora interamente nel territorio dell'Impero austro-ungarico.
Il 16 luglio 1904, la vetta venne raggiunta dall'irredentista trentino Ettore Tolomei, accompagnato dal fratello Ferruccio, da alcuni conoscenti e da una guida alpina di Predoi. Egli nella relazione che scrisse per il Bollettino del Club Alpino Italiano affermò di aver raggiunto il punto più a settentrione del territorio geografico italiano e di essere il primo scalatore a giungere in cima (solo in seguito venne appurato che così non era), ritenendo di avere il diritto di poterla battezzare, e scegliendo quindi il nome di Vetta d'Italia:
(Ettore Tolomei)
In quegli anni Tolomei stava infatti elaborando il "Prontuario dei nomi locali dell'Alto Adige", opera in cui traduceva la toponomastica sudtirolese autoctona definenendone le forme italiane da adoperarsi per il territorio, una volta conquistato. All'epoca della salita della Vetta d'Italia da parte di Tolomei, gli altri irredentisti trentini erano tuttavia contrari a portare i confini italiani fino al Brennero ma negli anni successivi l'irredentismo trentino seguì in gran parte Tolomei in queste rivendicazioni territoriali massimaliste. Tolomei scolpì nella roccia una grande "I", come auspicio per un futuro spostamento dei confini fra Italia e Austria.
Il nome Vetta d'Italia fu quindi usato già a partire dal 1905 da alcuni cartografi italiani e, dalla fine della prima guerra mondiale, la frontiera tra i due Stati passa proprio da qui. La montagna acquistò un notevole valore simbolico per l'Italia, mentre la popolazione germanofona continuò a usare il nome tedesco che si basa appunto sull'etimo Klockeralm.
Nel 2002 un gruppo di Schützen pose in vetta in segno di rivendicazione politica una placca in bronzo con l'aquila tirolese e la scritta in lingua tedesca «Klockerkarkopf – Mitten in Tirol» («Klockerkarkopf – In mezzo al Tirolo»).
A nord della Vetta d'Italia, tuttavia, vi è il Salisburghese e non il Tirolo.
Il 26 febbraio 2011 i Verdi del Sudtirolo/Alto Adige hanno proposto ufficialmente di rinominare la cima con il toponimo "Vetta d'Europa" (Europagipfel), appoggiati in questo dall'ANPI, dal "Forum Trentino per la Pace" e dal "Punto Pax Christi di Bolzano", auspicando che si ponesse «rimedio alla volontà sopraffattrice della dannosa dottrina del fascista Tolomei». Già nel 1989 il leader locale dei Verdi Alexander Langer al termine dell'ascesa sulla Vetta d'Italia l'aveva ribattezzata simbolicamente Europagipfel - Vetta d'Europa.